# Sympatiåtgärd
En sympatiåtgärd avser vanligen en stridsåtgärd i form av strejk eller blockad som vidtas av ett fackförbund för att visa stöd för arbetare eller tjänstemän i en annan arbetskonflikt, med målet att öka trycket bakom den primära konflikten. 
Exempel på sympatiåtgärder är de som användes under Toys R Us-konflikten 1995 och Tesla-konflikten 2023.
Sympatiåtgärder kan även vidtas av arbetsgivarna i form av sympatilockouter. Under början av 1900-talet var sympatiåtgärder viktigare för arbetsgivarna än för de fackliga organisationerna. Åtminstone sedan 1990-talet har Svenskt Näringsliv och föregångaren SAF velat förbjuda sympatiåtgärder eller införa en proportionalitetsregel.
Sympatiåtgärder är inte förbjudna i Sverige, det vill säga de är undantagna från fredsplikten under gällande avtalsperiod, förutsatt att stridsåtgärderna i primärkonflikten är lovlig. I USA och Storbritannien är de förbjudna. I Tyskland och Danmark finns en proportionalitetsregel.  